# Rivière du Portage (vattendrag i Kanada, lat 46,20, long -72,18)
Rivière du Portage är ett vattendrag i Kanada.   Det ligger i provinsen Québec, i den sydöstra delen av landet, 280 km öster om huvudstaden Ottawa.
Omgivningarna runt Rivière du Portage är en mosaik av jordbruksmark och naturlig växtlighet. Runt Rivière du Portage är det ganska glesbefolkat, med 23 invånare per kvadratkilometer.